# DigiFinland
DigiFinland Ab är ett finländskt statligt ägd aktiebolag som bildades 2020 genom fusion av de år 2017 grundade statliga bolagen med specialuppgifter SoteDigi Ab och Vimana Ab. DigiFinland utvecklar effektiva, jämlika och eftertraktade offentliga digitala tjänster till Finland.

## Tjänster

### Informationsledning och informationshantering
DigiFinland främjar informationsledning och informationshantering i ett omfattande nationellt samarbete. Projektet Virta stöder informationsstyrningen i de kommande social- och hälsovårdslandskapen. I programmet AuroraAI genomförs en lösning för informationsledning med målet att bättre rikta de offentliga tjänsterna. Företaget arbetar med en verksamhetsmodell och verktyg för informationsledning för inrikesministeriets räddningsavdelning. DigiFinland utvecklar också en plattformslösning för informationsledning, till exempel för inrikesministeriets räddningsavdelning och AuroraAI.

### Digitala tjänster inom social- och hälsovården
I samarbete med olika aktörer utvecklar DigiFinland social- och hälsovårdstjänster som är tillgängliga för alla som bor i Finland. Omaolo.fi är en nationell digital tjänst inom social- och hälsovården där man kan främja sin egen hälsa och välfärd tillsammans med yrkesutbildade personer. Jourhjälpen 116117 är en rådgivnings- och handledningstjänst inom social- och hälsovården för brådskande kontakter, inte nödsituationer.

### Utveckling av nya digitala tjänster och tekniska lösningar
DigiFinland för vidare bland annat Målet med helheten Elektroniskt familjecenter är att utveckla en elektronisk plattform där e-tjänster för familjer, unga och barn samlas, med beaktande av regionala behov. Företaget främjar arkiveringen av gamla uppgifter inom social- och hälsovården i nationellt samarbete. DigiFinland stöder regionerna i samordningen och integrationen av nationella och lokala digitala tjänster inom social- och hälsovården. Företaget deltar i nationella samarbetsgrupper och definitionsarbete genom att utveckla kompatibla integrationslösningar.

### Statsförvaltning
DigiFinland stöder Myndigheten för digitalisering och befolkningsdata i ibruktagandet av Suomi.fi-tjänsternas e-tjänster. Företaget ansvarade också för ibruktagandet av den mobila applikationen Coronablinkern inom den offentliga hälso- och sjukvården. DigiFinland är en viktig partner för inrikesministeriets räddningsavdelning och främjar flera av deras projekt.